# Phialanthus resinifluus
Phialanthus resinifluus är en måreväxtart som beskrevs av August Heinrich Rudolf Grisebach. Phialanthus resinifluus ingår i släktet Phialanthus och familjen måreväxter. Inga underarter finns listade i Catalogue of Life.